# Vernířovice
Vernířovice (in tedesco Wermsdorf) è un comune della Repubblica Ceca facente parte del distretto di Šumperk, nella regione di Olomouc.